# SV Prakash
Sport Vereniging Prakash (SV Prakash) is een Surinaamse voetbalclub in Nieuw-Nickerie. De club voetbalt in de Eerste Klasse van de SVB en het Lidbondentoernooi. In de geschiedenis kwam het elftal ook uit in de Hoofdklasse. De club is ook aangesloten bij de lokale Nickerie Voetbal Bond.
In de geschiedenis speelde het één keer in de CONCACAF Champions Cup, in 1996. In de eerste ronde won het team van US Sinnamary uit Frans Guyana. In de tweede ronde werd het uitgeschakeld door SV Transvaal uit Paramaribo.
Prakash werd opgericht door Balkaran (Balie) Mangroe. De wedstrijden worden gespeeld in het Asraf Peerkhan Stadion  in Nieuw-Nickerie, tot 2017 het Nickerie Voetbal Stadion, met een capaciteit oor 3400 bezoekers.